# Celso Ramos
Celso Ramos là một đô thị thuộc bang Santa Catarina, Brasil. Đô thị này có diện tích 207,409 km², dân số năm 2007 là 2391 người, mật độ 11,5 người/km².